# Marit Allen
Marit Allen, född 17 september 1941 i Cheshire, England, död 26 november 2007 i Sydney, Australien, var en brittisk modejournalist och kostymör.

## Filmografi (urval)
- 1986 - Little Shop of Horrors
- 1990 - KärleksfeberKärleksfeber
- 1992 - I örnens klor
- 1995 - Dead Man
- 1993 - Välkommen Mrs. Doubtfire
- 1999 - Eyes Wide Shut
- 2005 - Brokeback Mountain